# Румяна Бачварова
Румяна Генчева Бачварова — політикиня від партії ГЕРБ, віце-прем'єр-міністерка (2014—2017) і міністерка внутрішніх справ (2015—2017) в кабінеті Борисова II. З 2019 року амбасадорка Республіки Болгарія в Ізраїлі.

## Життєпис
Народилася 13 березня 1959 року у місті Шипка, Болгарія. Вона донька Генчо Бачварова — останнього головного редактора газети «Отечественный фронт».
Її чоловік Орлін Філєв є одним із засновників видавництва «Стандарт», також відповідав за журналістику на БНТ. Має дочку та сина.

## Професійна кар'єра
Закінчила Софійський державний університет за спеціальністю «Соціологія». Менеджерка соціологічного агентства Market & Media Links («Маркет Лінкс»). Має багаторічний досвід у маркетингових та медіа-дослідженнях, комунікаціях, зв'язках з громадськістю та рекламному ринку. Авторка та учаснця проєктів та досліджень у сфері споживчого та рекламного ринку, ЗМІ та громадської думки. Володіє англійською мовою та постійно вдосконалює її володінням.

## Політична кар'єра
Наприкінці липня 2009 року була призначена главою політичного кабінету прем'єр-міністра Бойко Борисова. У 2014 році була обрана народним депутатом.
З 7 листопада 2014 року вона була віце-прем'єр-міністеркою Болгарії з питань коаліційної політики та державного управління у другому уряді Бойка Борисова. 11 березня 2015 року Народними зборами Бачварова була обрана міністеркою внутрішніх справ.
Голова політичного кабінету прем'єр-міністра Бойко Борисова в його третьому кабінеті між 2017 і 2019 роками, коли вона була обрана послом Болгарії в Ізраїлі.